# Renai Bakumatsu Kareshi
Renai Bakumatsu Kareshi (яп. 恋愛幕末カレシ〜時の彼方で花咲く恋〜 Рэнай Бакумацу Карэси : Токи но Каната дэ Ханасаку Кой) — японская мобильная отомэ-игра, выпущенная FuRyu. Релиз состоялся в Японии 14 марта 2017 года для устройств Android и iOS.
На основе игры студия Studio DEEN выпустила аниме-экранизацию под названием Bakumatsu, чья премьера состоялась с 5 октября по 21 декабря 2018 года. Премьера второго сезона под названием Bakumatsu Crisis состоялась 4 апреля 2019 года.

## Сюжет
На дворе конец эпохи Эдо. Лоялисты из Тёсю, поддерживающие императора, противостоят официальному правительству сёгуна, на чьей стороне выступает Синсэнгуми. Магические карманные часы позволяют изменять время и перемещаться между параллельными мирами.
В игре главная героиня получает магические часы и с их помощью перемещается в альтернативное прошлое, где знакомится с известными личностями этой эпохи и может завязать с ними отношения.
Аниме на основе игры же не является романтикой, а вместо этого — научно-фантастическим боевиком. Такасуги Синсаку и Кацура Когоро следуя за слухами об артефакте, позволяющим управлять временем и повелевать миром, оказываются в другом мире, где установлен новый сёгунат вместо знакомого им сёгунат Токугава. Для его создания собрали выдающихся личностей из истории Японии из самых разных эпох, среди которых оказались, например, Санада Юкимура и Мацуо Басё.

## Персонажи
- Такасуги Синсаку (яп. 高杉 晋作) — один из лоялистов Тёсю, перенёсшийся в альтернативное прошлое, сохранив все воспоминания об оригинальном времени. Он импульсивен и бросается в битву, не задумываясь.
  - Сэйю: Юити Накамура
- Кацура Когоро (яп. 桂 小五郎 Кацура Когоро:) — один из лоялистов Тёсю. Вместе с Такасуги помнит об оригинальном времени.
  - Сэйю: Такуя Эгути
- Сакамото Рёма (яп. 坂本 龍馬 Сакомото Рё:ма)
  - Сэйю: Синъитиро Мики
- Окадо Идзо (яп. 岡田 以蔵 Окадо Идзо:)
  - Сэйю: Ёсицугу Мацуока
- Хидзиката Тосидзо (яп. 土方 歳三) — вице-капитан Синсэнгуми.
  - Сэйю: Тосиюки Сомэя
- Кондо Исами (яп. 近藤 勇) — капитан Синсэнгуми.
  - Сэйю: Такуя Сато
- Окита Содзи (яп. 沖田 総司) — один из офицеров Синсэнгуми, помешанный на поиске достойного противника.
  - Сэйю: Цубаса Ёнага
- Сайто Хадзимэ (яп. 斎藤 一) — один из офицеров Синсэнгуми.
  - Сэйю: Кэйта Тада
- Токугава Ёсинобу (яп. 徳川 慶喜) — сёгун Японии, в альтернативном прошлом заключенный в темнице замка нового сёгуната.
  - Сэйю: Тацухиса Судзуки
- Ямадзаки Сусуму (яп. 山崎 烝) — бывший офицер Синсэнгуми, чьей специализацией являются скрытые операции и разведка. В отличие от большей части своего отряда отказался присягать новому правительству и остался верен Токугаве.
  - Сэйю: Таку Ясиро
- Император (яп. 帝 Микадо)
  - Сэйю: Сюнсукэ Такэути
- Сэймэй (яп. 晴明)
  - Сэйю: Ёсики Накадзима
- Мори Ранмару (яп. )
  - Сэйю: Юмири Ханамори

## Медиа

### Игра
Отомэ-игра была выпущена FuRyu в Японии 14 марта 2017 года для устройств Android и iOS.

### Аниме
С 5 октября по 21 декабря 2018 года вышло в эфир аниме на основе игры под названием Bakumatsu, снятое Studio Deen. Cериал существенно отличается от игры, так как это не история про любовь, а приключенческий сериал в альтернативной истории. Первый сезон продлился 12 серий. На весну 2019 года был объявлен второй сезон под названием Bakumatsu Crisis. Его трансляция началась 4 апреля 2019 года в 25:58. Мицутоси Сато сменил Масаки Ватанабэ в качестве режиссера. Остальные сотрудники и актеры остались на своих местах.

#### Музыка
Начальная тема
- Первый сезон: «Spiral Maze» — исполняет MIKOTO
- Второй сезон: «Brave Rejection» — исполняет Hi!Superb

Завершающая тема
- Первый сезон: «A Journey Far Away» — исполняет Эри Сасаки
- Второй сезон: «Homura» — исполняет Zwei

## Критика
В обзорах аниме отмечается избитость темы и отсутствие чего-то выдающегося. Критики также подчеркивают, что построение сюжета оставляет желать лучшего. Одни отмечают отсутствие экспозиции, из-за чего незнакомым с историческими фигурами, на которых основаны персонажи, может быть сложно понять отношения между ними, уже четко установленные на начало сериала, другие хвалят за то, что персонажи и информация о мире вводятся постепенно, а не вываливаются на зрителя разом.

## Примечание
1. ↑  Bakumatsu TV Anime's 2nd Video Reveals More Staff, October Debut, Opening Song. Anime News Network (9 августа 2018). Дата обращения: 29 сентября 2018. Архивировано 29 сентября 2018 года.
2. ↑  FuRyu Reveals Bakumatsu TV Anime Premiering This Year. Anime News Network (23 марта 2018). Дата обращения: 29 сентября 2018. Архивировано 24 сентября 2021 года.
3. ↑  Bakumatsu Anime Listed with 12 Episodes. Anime News Network (15 октября 2018). Дата обращения: 15 октября 2018. Архивировано 15 октября 2018 года.
4. ↑  Bakumatsu Anime Gets 2nd Season in 2019. Anime News Network (20 декабря 2018). Дата обращения: 20 декабря 2018. Архивировано 20 декабря 2018 года.
5. ↑  Bakumatsu Anime's 2nd Season Reveals Title, Staff, Visual, April 4 Premiere. Anime News Network (18 февраля 2019). Дата обращения: 18 февраля 2019. Архивировано 18 февраля 2019 года.
6. ↑  The Fall 2018 Anime Preview Guide BAKUMATSU (англ.). Anime News Network (5 октября 2018). Дата обращения: 4 апреля 2019. Архивировано 4 апреля 2019 года.